# Maltstenen
Maltstenen er en 2,20 meter høj og 3 tons tung runesten af lagdelt rødlig gnejs fra omkring 800-tallet, der i 1987 blev fundet i nærheden af et gammelt vadested, cirka 70 meter fra Kongeåen, på en mark syd for landsbyen Malt mellem Brørup og Vejen. Her har der sandsynligvis været en bro eller et vadested. 300 meter mod øst er der registreret brolignende fundamenter i form af store sten og nedrammede pæle.
Den ca 85 cm brede og en tykkelse på 60 cm sten, har en plan bredside hvor runerne er indhugget. Sandsynligvis er Maltstenen et minde over en afdød person fra lokalområdet. Runestenen lå væltet og undergravet på sin oprindelige plads. Stenen blev opdaget i forbindelse med forårspløjningen. Under borttransporten trillede den om på siden, og til syne kom 153 runetegn og et indridset hoved af en mand. Projektet blev indstillet, og eksperter blev tilkaldt. Da den blev fundet var den medtaget og for at undgå flere forvitringsskader er den nu placeret i museet på Sønderskovs forhal.
Den vandrette del af fem komplette og en ufuldstændig runelinje repræsenterer den nederste del af runerne. Til højre for indskriften ses furerne et lille stiliseret menneskeligt ansigt. Den lodrette del består af to runelinjer og to tomme runebånd. Højre for de to linjer, læst fra bund til top, indeholder en komplet yngre fuþark. Der er forskellige oversættelser og dateringer som fortolkes forskelligt.
Indskriftordningen med 153 tegn i yngre fuþark, er en af Danmark længste indskrifter, der er lavet med to forskellige runealfabeter, og hvor tekstlinjerne går både lodret og vandret. Maltstenen gengiver en fuþark, som kun kendes fra runestenen Gørlev 1, der blev fundet i 1921. Den vigtigste del af indskriftens ordvalg viser manglende kendskab til datidens sprog. Brug af fremmed ord kan ses tydeligt.